# 정신병리학
정신병리학(Psychopathology)은 사회적 규범에 따라 다르고 특정 시대의 사회적 규범으로 간주되는 여러 구성에 의존하는 비정상적인 인지, 행동 및 경험에 대한 연구이다.
생물학적 정신병리학은 비정상적인 인지, 행동 및 경험의 생물학적 원인을 연구하는 학문이다. 아동 정신병리학은 아동과 청소년에게 적용되는 전문 분야이다. 동물 정신병리학은 비인간 동물에 적용되는 전문 분야이다. 이 개념은 갤턴(Galton, 1869)이 처음 개괄한 철학적 아이디어와 연결되어 있으며 인간을 구성하는 요소에 대한 우생학적 개념의 적용과 연결되어 있다.

## 같이 보기
- 근거중심의학
- 외상성 뇌손상